# 祭nine.
祭nine.（まつりナイン）は、日本のボーイズ・グループ。「エンターテイメント集団」を自称する歌手グループ、男性アイドルグループである。2017年結成。2022年解散。
運営会社および所属事務所はフォーチュンエンターテイメント。同社所属、名古屋を拠点として活動するボーイズ・グループBOYS AND MENの弟分、BOYS AND MEN研究生の選抜メンバー7名によって結成されたグループであり、同様にBOYS AND MENの弟分という位置付けである。2017年3月9日に結成され、同年8月16日にシングル『嗚呼、夢神輿』でCDデビュー。2020年から2021年の間に3度のメンバー離脱があり、4人組となる。2022年4月30日をもってグループ活動を終了した。
レーベルはデビュー時から2020年までテイチクエンタテインメントのレーベル・インペリアルレコードに、2020年後期からユニバーサルミュージックに所属する。

## 概要
寺坂頼我・野々田奏・清水天規（2020年6月脱退）・浦上拓也（2020年12月脱退）・横山統威・神田陸人・髙崎寿希也（2021年6月脱退）の、BOYS AND MEN研究生「13人時代」の選抜メンバー7人により結成されたグループで、BOYS AND MEN研究生のリーダーであった寺坂がリーダーを務め、センターに就く。名古屋を拠点とするグループであること、「エンターテイメント集団」を自称し、あくまでも「アイドル」と自称しないことといった点は、BOYS AND MENおよびBOYS AND MEN研究生と同じである。グループ名の由来はメンバーによって「グループを漢字一文字で表すと『祭』。『9』は所属事務所のラッキーナンバーであることと、野球の『ベストナイン』という言葉にあやかっている。その2つをくっつけて『祭nine.』になった。」と説明されている。
BOYS AND MENの活動スタイルである学ラン姿を引き継ぎながら、「祭」をテーマにした陣羽織の衣装を身に着けて活動する。BOYS AND MEN研究生時代に設定されたメンバーカラーを引き続き用いているが、浦上・横山・髙崎の3名は研究生時代とカラーが変わっている。BOYS AND MEN研究生に設定されていた「テーマフラワー」は、祭nine.では公式プロフィールに取り入れておらず、ほとんどこれを用いていない。
2017年8月16日にシングル『嗚呼、夢神輿』でインペリアルレコードからメジャー・デビューした。祭nine.の公式サイトでは、これ以前にBOYS AND MEN研究生がリリースした6作のインディーズ・シングルを祭nine.のディスコグラフィに加えている。BOYS AND MEN研究生と同じく、BOYS AND MENのインディーズ時代を担ってきた音楽家のYUMIKOが音楽プロデュースを受け持っている。YUMIKOは、祭nine.は寺坂・野々田・清水の3人が歌のメインであり、特に（センターの）寺坂の声が引き立つように曲を作っていると説明したことがある。2018年にオリコンチャート首位を獲得、同年に主演ドラマ『ボイメン新世紀 祭戦士ワッショイダー』が制作・放送された。2019年5月に日本武道館公演を開催した。
2020年に清水が脱退して6人体制になる。この年にユニバーサルミュージックに移籍した。同年末で浦上が脱退して2021年から5人体制になり、さらに髙崎の脱退によって4人体制となった。
2022年3月11日、同年4月末をもって解散することを公式サイトで発表する。4月30日に「BM THEATER」でラストライブ「No Matsuri No Life」を開催し、5年間の活動に終止符を打った。

## メンバー
BOYS AND MEN研究生時代の経歴については、該当記事も参照を。

### 解散時のメンバー
| 名前      | よみ            | 生年月日               | 出身地 | テーマカラー | 身長   | 備考                                                     |
| --------- | --------------- | ---------------------- | ------ | ------------ | ------ | -------------------------------------------------------- |
| 寺坂 頼我 | てらさか らいが | 1999年12月26日（25歳） | 岐阜県 | 赤           | 175 cm | 祭nine.リーダー。                                        |
| 野々田 奏 | ののだ かなで   | 2000年1月12日（25歳）  | 岐阜県 | 黄           | 174 cm | 祭nine.ダンスリーダー。 父親はサックス奏者の野々田万照。 |
| 横山 統威 | よこやま とうい | 2000年12月13日（24歳） | 東京都 | 緑           | 174 cm | BOYS AND MENトウキョウ研究生                             |
| 神田 陸人 | かんだ りくと   | 1997年11月10日（27歳） | 岐阜県 | ピンク       | 170 cm | 姉はお掃除ユニット名古屋CLEAR'Sの元メンバー・神田理保。  |

この一覧の出典（下記の「元メンバー」も同じ）
- 「身長」以外:[9]
- 「身長」:  [10]

寺坂 頼我
個人記事参照。
祭nine.のリーダー、センター。7人体制時のメインボーカルの1人。
野々田 奏
岐阜県岐阜市出身。愛称は「かなでぃ」。祭nine.のダンスリーダーであり、7人体制時のメインボーカルの1人である。
野々田の父親は、高橋真梨子ヘンリーバンドや熱帯JAZZ楽団などに参加し、音楽プロデューサーとしても活動するミュージシャン、サックス奏者の野々田万照である。「奏」という名は「楽器を奏でる」に由来する。小学生の頃からバンドを組み、バンドで音楽活動をすることを目指していた。万照が開設した音楽の学校でドラム、ギター、ボーカルを学ぶ。楽器はその他にピアノとサックスも習っていたが、ほとんどは長続きしなかった。
中学2年時の2013年、野々田自身はBOYS AND MENのことを全く知らなかったが、そのファンであった姉が「音楽ができるから」とオーディション参加を勧める。同年12月30日に開催されたBOYS AND MEN2期生追加オーディションを通過し、北川せつら・松尾青龍らとともに2期生に加入した。翌2014年春に2期生の正規メンバーとなり、舞台『ホワイト☆タイツ』に出演。秋にBOYS AND MEN研究生のグループ始動時メンバーとなる。テーマフラワーはひまわりに設定され、「元気担当」「全力少年」というキャラクターを打ち出した。寺坂とともにフロントメンバー、メインボーカルに定着し、2016年の「BOYS AND MEN研究生 人気投票」は寺坂に次ぐ2位となった。祭nine.でも引き続きメインボーカルに就き、2020年に脱退した清水に代わってダンスリーダーに就任した。
特技はバク転、マジック。小中学生時代はサッカーをやっており、同じ出身地の寺坂はグループで一緒になる以前から「サッカーの上手い子がいる」と野々田の名前を知っていたという。韓国好きで、K-POPや韓流ドラマなどを好む。
横山 統威
愛称は「とーい」「といぴょん」など。BOYS AND MEN研究生トウキョウの前身・BOYS AND MENトウキョウの結成時のメンバーであり、BOYS AND MEN研究生13人時代のメインメンバーの1人である。「とうい」という名前はおもちゃを表す英語「TOY」に由来しており、公式サイトなどでのアルファベット表記は「TOY」である。
小学6年生のころから芸能界に入りたい思いはじめ、好きだった氣志團と同じように学ラン姿でパフォーマンスをするBOYS AND MENの存在を知り、オーディション開催を知ってこれに応募した。中学2年時の2014年12月に事務所オーディションを通過して、松岡拳紀介らとともにBOYS AND MENトウキョウのメンバーとなる。トウキョウは翌2015年2月のBOYS AND MENの日本ガイシホール公演で初披露となり、横山はここでいちばん多くステージに出演する機会を与えられた。同年夏からのトウキョウがほとんど活動できない状況であった数か月間を経て、2016年6月にリリースされた研究生の4thシングル『Power Of Dream』に参加してCDデビュー、この曲でソロパートを与えられる。カップリングの選抜メンバーにも選ばれ、次作『バッシャーン!!!』でフロントメンバー入りした。人気投票順位は8位。
トウキョウ所属であったためテーマカラーとテーマフラワーを持っていなかったが、祭nine.でテーマカラーが緑となる。7人体制時はメインメンバーに組み込まれなかった。動画や映像、音楽の制作を得意とするクリエイティブな面を打ち出し、また「ナルシスト」「チャラい」といったキャラクターが付く。2019年に高校を卒業し、大学に進学した。単独の出演に『ひるキュン!』（TOKYO MX）レギュラー、『フリースタイルティーチャー』（テレビ朝日）シーズンゲスト出演がある。
神田 陸人
岐阜県大垣市出身。愛称は「りっくん」。BOYS AND MEN研究生の初期メンバーである。
姉2人と妹がおり、次姉がアイドルユニット・お掃除ユニット名古屋CLEAR'Sに所属していた神田理保である。子供の頃から勉強好き、特に化学が好きで将来は薬剤師になりたいと思っていた。高校では陸上部で短距離走をやっていたが怪我をして走れなくなり、理保から芸能活動の楽しさを聞かされていたこと、もうひとりの姉が本田剛文からBOYS AND MEN2期生募集のチラシをもらったことをきっかけに家族から芸能活動を勧められ、俳優に興味を持ってそのオーディション参加を決めた。高校1年時の2013年9月1日にBOYS AND MEN2期生の最初のメンバーとなり、2014年に野々田と同様に2期生正規メンバーを経てBOYS AND MEN研究生グループ始動時のメンバーとなる。テーマフラワーはチューリップ、初期のカラーはピンクでも「薄ピンク」であった。研究生時代の神田のポジションは「選抜メンバーの後列」で、選抜には選ばれるがメインメンバーではない、という位置であった。人気投票は6位。
研究生時代から「勉強が得意な優等生」というキャラクターが付く。高校卒業後に愛知県内の国立大学に進学、人工知能の分野やプロジェクションマッピングを学ぶ。2020年11月に『パネルクイズ アタック25』に出演しトップ賞を獲得した。

### 元メンバー
祭nine.はBOYS AND MENやBOYS AND MEN研究生と同様に、グループからの離脱はすべて「脱退」と表されている。
| 名前        | よみ              | 生年月日              | 出身地 | 脱退日         | テーマカラー | 身長   | 備考                                                                                                |
| ----------- | ----------------- | --------------------- | ------ | -------------- | ------------ | ------ | --------------------------------------------------------------------------------------------------- |
| 清水 天規   | しみず たかのり   | 1997年8月25日（27歳） | 三重県 | 2020年6月30日  | 紫           | 166 cm | BOYS AND MENの元メンバー。 祭nine.の元ダンスリーダー。 脱退後に「TENKI」と改名。                    |
| 浦上 拓也   | うらがみ たくや   | 1999年9月6日（25歳）  | 京都府 | 2020年12月31日 | 白           | 166 cm | BOYS AND MEN研究生トウキョウ出身 脱退後、七星うらに改名し「ゼロイチファミリア」に所属。             |
| 髙崎 寿希也 | たかさき じゅきや | 2000年11月1日（24歳） | 愛知県 | 2021年6月1日   | 青           | 181 cm | 脱退後はhiphopグループ「écriture」として活動。 また、脱退後Jyukiya改名し「office revolver」に所属。 |

清水 天規
個人記事参照。現芸名はTENKI。
7人体制時のダンスリーダー・パフォーマンスリーダーで、メインボーカルの1人。7thシングル『ビビビTANGO』まで参加。
浦上 拓也
9thシングル『轟け、獅子太鼓』まで参加。愛称は「うらぽん」「ぽんちゃん」など。BOYS AND MEN研究生トウキョウ出身で、BOYS AND MEN研究生に最後に加入したメンバーである。
子供の頃からアイドルが好きで、中学3年生のときにYouTubeで偶然目にした「常夏オーライ!!!」のミュージックビデオを見てBOYS AND MENに興味を持ち、そこからBOYS AND MEN研究生の存在も知る。BOYS AND MENでは勇翔、研究生では中原聡太のファンになった。学生時代は福祉関係の仕事に興味を持っていたが、「何か変わったことがしたい」と思い立って研究生のオーディションに応募する。オーディションに3回落ち続けたが、高校2年時の2016年に4回目の応募でオーディションを受けることができた。トウキョウのメンバーはすべて加入日が明らかにされていないが、浦上は2016年6月18日が始めて客前に出た「お披露目日」である。京都府出身で東海地方にも東京にも属していなかったため、「研究生トウキョウ(仮)」という立場になった。浦上の加入はトウキョウが研究生に合流した後であり、すぐにBOYS AND MEN研究生としてシングル『バッシャーン!!!』と夏のツアーに参加した。人気投票は14位となった。高校在学中は京都から名古屋に通い、研究生トウキョウのメンバーでありながら東京での活動に参加できないことが多かった。
横山と同様にトウキョウ時代はテーマフラワーとテーマカラーを持っていなかったが、祭nine.となってトウキョウのグループカラーであった白がテーマカラーになった。グループ内の「正統派」を自称し、「あざとい」「おっとり」「女子力が高い」といったキャラクターが付く。歌やダンスはあまり得意ではないと公言しながらも、器械体操の経験があり、アクロバットを特技とした。
2020年12月29日、体調不良を理由にグループ脱退と事務所退所を発表。30日に行われた配信ライブ出演をもってステージ活動を終え、31日付けで祭nine.を脱退した。
2021年10月19日、「七星 うら」の芸名でゼロイチファミリアに所属したことをSNSで発表した。
髙崎 寿希也
10thシングル『やったれ我が人生』まで参加。愛称は「じゅっきー」。愛知県名古屋市出身。祭nine.で唯一の愛知県出身者であり、BOYS AND MEN研究生13人時代から唯一の名古屋市出身者であった。神田と同じく研究生の初期メンバーである。研究生時代は「高﨑寿希也」という表記であった。
幼少期は「やんちゃなサッカー少年」であった。姉がBOYS AND MEN2期生の募集を知って髙崎をオーディションに参加させ、中学1年時、12歳のときに神田らとともに2期生の最初のメンバーとなる。それまでBOYS AND MENのことは全く知らなかった。2014年春に2期生の正規メンバー、秋にBOYS AND MEN研究生のグループ始動時のメンバーとなり、テーマフラワーはアジサイ、テーマカラーは水色になる。研究生時代は選抜外の扱いが続いていた。人気投票は9位。祭nine.になり、テーマカラーが水色から青に変わる。髙崎はグループ内のムードメーカーと称されていた。
後述する経緯により2021年6月1日に脱退し、フォーチュンエンターテイメントを退社した。上記2名と異なって、送別の場が設けられない報告のみの脱退となった。脱退後の進路については言及していない。
2021年9月6日、名古屋中心に活動するhiphopグループ「écriture」に加入したことをSNSで発表した。

## 略歴

### 結成からデビューまで
2013年9月に始動したBOYS AND MEN研究生は、2016年秋に、その後「13人時代」と呼ばれるきっかけになった13人の編成になる。BOYS AND MEN研究生は2017年2月、センチュリーホールでグループ初のホール会場での単独ライブ『BOYS AND MEN 研究生ライブ 2017 羽ばたきの章』を開催した。このステージ上で所属事務所社長の谷口誠治から、「選抜メンバーでテイチクエンタテインメントよりメジャーデビュー、その詳細は後日発表」と発表された。
祭nine.は2017年3月9日に結成された。選抜メンバーは谷口からのメールで知らされといい、各々が選ばれた（選ばれなかった）基準、理由については知らされていないという。当面は情報を公開せずに、デビューシングルの制作を進めた。同月20日、BOYS AND MEN研究生としてPRキャラクターを務める名古屋テレビ塔下の特設ステージでフリーライブが開催され、ユニット名「祭nine.」とメンバー7名がはじめて公にされた。
4月から冠番組『踊り!彩り!祭nine.』（メ〜テレ・ダンスチャンネル）ほか、複数のテレビ・ラジオのレギュラー番組を持つ。同月、8月9日にメジャー・デビューすることが発表され、このリリースイベントが始まる前日の5月9日をもって7人はBOYS AND MEN研究生としての活動を終了した。5月10よりグループは本格始動となり、祭nine.の公式サイトと公式ブログが開設され、メンバーのプロフィールやブログはBOYS AND MEN研究生から独立。祭nine.と（後のBMKの基盤となる）BOYS AND MEN研究生の残留組はそれぞれ別のグループとして分岐し、それまでBOYS AND MEN研究生が行ってきたミッドランドスクエアシネマ2での定期イベント『ボイメンワールド』やイオンモール名古屋みなと内の常設劇場「BM STUDIO」での定期公演なども別々に行うようになった。

### デビュー後
デビュー日は当初予定の8月9日から「制作上の都合」という理由により1週間遅れ、8月16日にシングル『嗚呼、夢神輿』でデビュー。この曲はオリコン2位、ゴールドディスク認定などの成果を上げた。CDデビュー以後、BOYS AND MEN研究生と活動をともにすることは減っていった。10月21日、東京・中野サンプラザで初のホール会場でのワンマン・ライブを開催した。
2018年2月、名古屋・矢場町のビル「BECOME SAKAE」内に所属事務所運営の劇場「BM THEATER」がオープン。このビルの別階にはかつて研究生時代に出演し、2014年に閉鎖されたBOYS AND MENの常設劇場「NDP STUDIO」があり、これも再オープンした。以降この2つの劇場をホームとする。3月リリースのセカンド・シングル『HARE晴れカーニバル』で初のオリコン週間1位を獲得。日本レコード協会が選出する「第32回ゴールドディスク大賞」において「ベスト5ニューアーティスト」を受賞した。4月から初主演作の特撮テレビドラマ『ボイメン新世紀 祭戦士ワッショイダー』が放送された。
2019年、4thシングル『有超天シューター』で2度目のチャート首位を獲得。5月1日、新元号令和初の日本武道館アーティストとして、同会場で単独ライブ『祭元年〜新しい挑戦〜』を開催。約6,300人を集めた。

### 2020年〜解散
2020年3月、主演映画『祭りの後は祭りの前』が公開された。同月にBOYS AND MEN、BOYS AND MEN研究生らとともに、舞台『ボイメンステージ 諦めが悪い男たち 〜NEVER SAY NEVER〜』を上演。
6月20日、清水天規が「自分の音楽、様々なことをやっていきたい。そのために沢山勉強して吸収したい。」といった理由により、グループから脱退すると発表した。27日に常設劇場・BMシアターにおいて7人体制で最後のライブ『祭nine.のお祭りライブ』を配信で開催。清水は30日で脱退し、翌日に「TENKI」と改名してソロ歌手として活動を始めた。清水がグループでの活動を終えた6月28日、6人組として、名古屋で開催される『にっぽんど真ん中祭り』の応援団に就任して、その総踊り曲として制作された楽曲「祭花 -MATSURIBANA-」を発表。これは9月に自社レーベルFortune Recordsの流れをくむインディーズレーベル・NDRから同タイトルのシングルとしてリリースされた。8月に、寺坂・野々田・神田および事務所の社員2名、その後に浦上が新型コロナウイルスに感染したことを発表。感染したメンバーが休養に入ったほか、BOYS AND MENほかフォーチュンエンターテイメント所属のタレント全般が1週間ほど活動を自粛した。
10月、テイチクエンタテインメントからユニバーサルミュージックへ移籍したことが発表され、11月に移籍第1弾となるシングル『轟け、獅子太鼓』をリリースした。12月にテイチク時代の楽曲を収めたベスト・アルバム『祭nine.BEST』をリリース。同月29日、浦上拓也について「少し前からステージで思うようにパフォーマンスができない日々が続き、医師とも相談のもと、本人より脱退および退所の申し出がありました。」として、祭nine.を脱退、事務所を退所すると発表。30日に浦上が出演する、6人組として最後となるライブ『祭nine.LIVE!!!!!!』を常設劇場からの配信で開催し、浦上は31日付けでグループを脱退した。
2021年5月、5人体制として初となるシングル『やったれ我が人生』をリリースした。同月末、髙崎寿希也がまん延防止等重点措置の期間に20時以降に酒類を提供する飲食店に立ち入っていたことが判明し、事務所は高崎に厳重注意を施したと発表。6月1日、髙崎は公式ブログに「目標に向け進むグループにおいて、自分の行動の過ちや自分の精神状態を含め、自らグループの脱退を決意しました。」と綴り、この日をもって祭nine.を脱退し、フォーチュンエンターテイメントを退社すると発表した。
2022年3月、4月30日をもって解散することを発表する。将来について考える中で野々田と横山から事務所退所の申し出があり、メンバー同士で話し合いを重ねた結果、それぞれが自分の夢に向かって進むためにグループ解散の決断が下されたという。野々田・横山・神田はフォーチュンエンターテイメントを退所し、寺坂は事務所へ残って俳優活動を続ける。4月30日に「BM THEATER」でラストライブ「No Matsuri No Life」を公演し、グループとしての活動を終了した。

## 作品
祭nine.結成（2017年3月）以前のBOYS AND MEN研究生としての作品については、BMK (音楽グループ)#作品を参照。

### シングル
| No.                                           | 発売日                                        | タイトル                                      | 週間最高                                      | 登場週数                                      | 収録曲                                                                             | 形態                                                        |
| インペリアルレコード/テイチクエンタテイメント | インペリアルレコード/テイチクエンタテイメント | インペリアルレコード/テイチクエンタテイメント | インペリアルレコード/テイチクエンタテイメント | インペリアルレコード/テイチクエンタテイメント | インペリアルレコード/テイチクエンタテイメント                                      | インペリアルレコード/テイチクエンタテイメント               |
| --------------------------------------------- | --------------------------------------------- | --------------------------------------------- | --------------------------------------------- | --------------------------------------------- | ---------------------------------------------------------------------------------- | ----------------------------------------------------------- |
| 1st                                           | 2017年8月16日                                 | 嗚呼、夢神輿                                  | 2位                                           | 27週                                          | 1.嗚呼、夢神輿 2.オマエもかっ⁉ 3.BE☆THE WIND 4.太陽ZAN-MAI                         | パターンA(CD+DVD) パターンB(CD) パターンC(CD) パターンD(CD) |
| 2nd                                           | 2018年3月21日                                 | HARE晴れカーニバル                            | 1位                                           | 23週                                          | 1.HARE晴れカーニバル 2.I'm On Fire! 3.Rock Steady 4.祭戦士ワッショイダー           | パターンA(CD+DVD) パターンB(CD) パターンC(CD) パターンD(CD) |
| 3rd                                           | 2018年12月5日                                 | がってんShake!                                | 2位                                           | 12週                                          | 1.がってんShake! 2.ラビリンス9 3.さわらぬ夢に後悔あり 4.勇者なら                   | パターンA(CD+DVD) パターンB(CD) パターンC(CD) パターンD(CD) |
| 4th                                           | 2019年3月20日                                 | 有超天シューター                              | 1位                                           | 12週                                          | 1.有超天シューター 2.魁!祭OTOKO 3.みらい結び 4.NAGOYA’Nイングリッシュ              | パターンA(CD+DVD) パターンB(CD) パターンC(CD) パターンD(CD) |
| 5th                                           | 2019年7月17日                                 | ゴールデンジパングソウル                      | 3位                                           | 10週                                          | 1.ゴールデンジパングソウル 2.豪快エレヴェイション 3.まっしぐらLife! 4.HADAKAN BOYS | パターンA(CD+DVD) パターンB(CD) パターンC(CD) パターンD(CD) |
| 6th                                           | 2020年3月4日                                  | てっぺんニューデイズ                          | 3位                                           | 3週                                           | 1.てっぺんニューデイズ 2.ララBYE!! 3.いいKAGENにして 4.愛モーレ逢モーレ            | パターンA(CD+DVD) パターンB(CD) パターンC(CD) パターンD(CD) |
| 7th                                           | 2020年6月10日                                 | ビビビTANGO                                   | 4位                                           | 4週                                           | 1.ビビビTANGO 2.Hey Hey Bon Bon 3.シャニムニ・フロンティア 4.ダッチョ★OSHIRASU     | パターンA(CD+DVD) パターンB(CD) パターンC(CD) パターンD(CD) |
| USM/ユニバーサルミュージック                  |                                               |                                               |                                               |                                               |                                                                                    |                                                             |
| 8th                                           | 2020年11月25日                                | 轟け、獅子太鼓                                | 4位                                           | 3週                                           | 1.轟け、獅子太鼓 2.WIN!WIN!WINTER 3.ことだまPARADE 4.恋してアビラゼ!               | パターンA(CD+DVD) パターンB(CD) パターンC(CD) パターンD(CD) |
| 9th                                           | 2021年5月5日                                  | やったれ我が人生                              | 4位                                           | 2週                                           | 1.やったれ我が人生 2.バンビーノバンビーナ 3.The FLAG                               | パターンA(CD+DVD) パターンB(CD) パターンC(CD)               |
| 10th                                          | 2021年9月15日                                 | ROOTS                                         | 7位                                           | 1週                                           | 1.ROOTS 2.Wobbly Man!! 3.トゥギャザー！                                            | パターンA(CD+DVD) パターンB(CD) パターンC(CD)               |

### アルバム
- 祭nine.BEST（2020年12月23日、インペリアルレコード）

### 映像作品
- 祭nine. 秋祭り 2017 〜どデカイ太鼓を打ち鳴らせ! in 中野サンプラザホール〜（2018年1月17日、インペリアルレコード）
- 男の修行 in バリ（2018年8月19日、Fortune Records）
- 日本一縁起がいい夏フェス2018 祭nine.のご利益！ご利益！（2018年9月26日、インペリアルレコード）
- ドキッ!下剋上 男だらけの水泳大会 in ガイシアリーナ（2018年11月21日、Fortune Records）
- 祭nine.武道館 大反省会!?（2019年7月8日、Fortune Records）
- 日本武道館ライブ 祭元年〜新しい挑戦〜（2019年9月18日、インペリアルレコード）
- ドキッ!下剋上 男だらけの水泳大会2019（2019年10月26日、Fortune Records）
- 祭nine. Zepp Nagoya 遅ればせながら、結成2周年記念SP 祭りだ!祭!（2020年3月18日、NDR）
- ボイメン学園 文化祭（2020年4月10日、NDR）

### ゲーム
- 祭nine.学園〜キミトボクノ恋祭〜（2017年）[80]

## 出演
個人記事がある者の個人の出演については該当記事を、祭nine.結成（2017年3月）以前のBOYS AND MEN研究生としての出演についてはBMK (音楽グループ)#出演を、それぞれ参照。

### バラエティ、情報番組
- ボイメンの愛知きしめん家族（2016年 - 2017年、テレビ愛知） - 寺坂・野々田[注 4]
- こちら!名古屋市ボイメン課（2017年4月 - 2018年3月、テレビ愛知）
- ちょびっとChuun（2017年4月[49] - 9月、中京テレビ） - 寺坂・野々田・清水
- PPBM（2017年5月[49] - 2018年3月、中京テレビ） - 寺坂・野々田・清水
- 踊り!彩り!祭nine.（2017年4月 - 2020年3月、メ〜テレ・ダンスチャンネル）[81]
- ボイメン☆FUKUOKA（2017年5月 - 10月、RKB毎日放送）[49]
- ひるキュン!（2017年10月 - 2019年3月、TOKYO MX） - 横山[49]
- ZOOM-UP!（2018年、MUSIC ON! TV）[49]
- デルサタ11（2018年4月 - 2020年、メ〜テレ）
- ボイメン体操（2018年9月 - 2020年3月、CBCテレビ） - 寺坂・野々田・清水[49]
- 出動!!ボイメン隊（2018年11月 - 2019年3月、RKB毎日放送）[82]
- オトコ気向上バラエティ 祭nine.のハンパじゃナイン!（2018年11月 - 2019年4月、TOKYO MX）[83]
- 祭nine.の放課後大作戦（2019年1月 - 7月、BSスカパー!）
- オケハザマってなんですか?〜What is OKEHAZAMA〜（2020年 - 2022年6月、RKB毎日放送） - 寺坂・神田
- ハイスポ（2021年4月 - 2022年2月、CNCi）[84]

### テレビドラマ
- ボイメン新世紀 祭戦士ワッショイダー（2018年4月 - 6月、CBCテレビ他） - 主演・ワッショイダー 役
- トクサツガガガ 第5話（2019年2月、NHK） - 寺坂・野々田：イケメン 役
- 最高のオバハン 中島ハルコ 最終話（2021年5月、東海テレビ） - 寺坂・神田

### ラジオ
- フォーチュンラジオ（2015年 - 、エフエム豊橋）[注 4]
- ときめきステーション ダブジェネカウントダウン「祭nine.&おとめボタンのときめきスクール」（2016年2月 - 2017年10月、ぎふチャン） - 寺坂・野々田[注 4]
- 祭nine.のてっぺんラジオ（2017年4月 - 2022年3月23日、エフエム愛知）[49]
- 祭nine.です。（2017年4月5日 - 3月23日、CBCラジオ）[49][注 5]
- 祭nine.の祭の祭り!（2017年10月7日 - 2022年3月20日、東海ラジオ）[49]
- めっちゃ!祭nine.（2018年4月8日 - 2022年4月25日、MBSラジオ）[85]
- 祭ラジオ..（2018年10月4日 - 12月27日、文化放送）
- OKB presents お祭り気分で Bang! Bang! Radio（2019年2月 - 、エフエム岐阜）

### 映画
- 祭りの後は祭りの前（2020年）
- 鋼音色の空の彼方へ（2022年）- 野々田：伊藤千豊 役[86]

### 舞台
- ボイメンステージ 諦めが悪い男たち 〜NEVER SAY NEVER〜（2020年）[87]
- Foodtruck FixYou〜full course〜（2021年） - 横山・神田[88]
- 劇団『ハイキュー!!』“出逢い”（2025年） - 横山[89]
- 朗読劇『怪人二十面相』（2025年） - 横山[90]

### 配信
- ニコラジ（2017年、ニコニコ生放送） - 横山[91]
- NDP TV（2020年 - ）[92]
- 祭nine.のお祭り応援団（2020年、YouTube）[93]

配信ドラマ
- FUN HOUSE（2018年）主演
- 星屑リベンジャーズ 第9話（2018年）

## 書籍、連載
- 祭nine. 1stフォトブック「祭男子」（2018年8月17日、東京ニュース通信社）
- 祭nine. 2ndフォトブック「祭男子2」（2019年8月16日、東京ニュース通信社）
- F.ENT OFFICIAL PHOTO BOOK『季刊 ボイメン祭』（2020年 - 、東京ニュース通信社）
- 祭nine.in the MOVIE「祭りの後は祭りの前」（2020年3月6日、ワニブックス）

### 連載
新聞連載
- 夕刊フジ 「しゃべくり祭nine.」（2019年）

ウェブ連載
- インターネットTVガイド 「祭nine.FAIR!」（2017年、東京ニュース通信社）[94]
- CUCURU（2018年 - 2020年、CBCテレビ）[95]

## その他の活動
- 名古屋テレビ塔 PRキャラクター（2015年 - ）[注 4]
- サンリオピューロランド 『2017年 夏イルミ 夏祭り in サンリオピューロランド』 応援団（2017年）[96]
- JOYSOUND プロモーションサポーター（2017年）[97]
- イオンモール各務原 オープン10周年PRキャラクター（2017年）[98]
- FC岐阜 アンバサダー（2018年 - ）[99]
- 愛知県警察 広報大使（2019年 - ）
- にっぽんど真ん中祭り 応援団（2020年）[69]

## タイアップ
| 楽曲                 | タイアップ | 収録作品                                |
| -------------------- | --- | --------------------------------------- |
| BE☆THE WIND          | テレビ東京系アニメ『デュエル・マスターズ』エンディングテーマ                                                                    | 1stシングル『嗚呼、夢神輿』             |
| 嗚呼、夢神輿         | テレビ東京系アニメ『デュエル・マスターズ』エンディングテーマ CBCテレビ『ボイメン新世紀 祭戦士ワッショイダー』エンディングテーマ | 1stシングル『嗚呼、夢神輿』             |
| オマエもかっ!?       | テレビドラマ『サチのお寺ごはん』主題歌                                                                                          | 1stシングル『嗚呼、夢神輿』             |
| HARE晴れカーニバル   | 日本テレビ『バズリズム02』オープニングテーマ                                                                                    | 2ndシングル『HARE晴れカーニバル』       |
| 祭戦士ワッショイダー | CBCテレビ『ボイメン新世紀 祭戦士ワッショイダー』主題歌                                                                          | 2ndシングル『HARE晴れカーニバル』       |
| ラビリンス9          | 配信ドラマ『FUN HOUSE』主題歌                                                                                                   | 3rdシングル『がってんShake!』           |
| がってんShake!       | 日本テレビ『スッキリ』2018年10月度エンディングテーマ                                                                            | 3rdシングル『がってんShake!』           |
| 勇者なら             | 劇場アニメ『猫企画』主題歌 | 3rdシングル『がってんShake!』           |
| 有超天シューター     | テレビ東京系アニメ『デュエル・マスターズ!』オープニングテーマ                                                                   | 4thシングル『有超天シューター』         |
| 豪快エレヴェイション | テレビ大阪ドラマ『焼肉プロレス』主題歌                                                                                          | 5thシングル『ゴールデンジパングソウル』 |
| てっぺんニューデイズ | テレビ東京系アニメ『デュエル・マスターズ!!』オープニングテーマ                                                                  | 6thシングル『てっぺんニューデイズ』     |
| 轟け、獅子太鼓       | 日本テレビ『スッキリ』2020年11月度エンディングテーマ                                                                            | 8thシングル『轟け、獅子太鼓』           |
| やったれ我が人生     | 東海テレビ オトナの土ドラ『最高のオバハン 中島ハルコ』主題歌                                                                    | 9thシングル『やったれ我が人生』         |
| ROOTS                | テレビ東京系列アニメ『デュエル・マスターズ キング!』エンディングテーマ                                                          | 10thシングル『ROOTS』                   |